# ۷۴۳ (خورشیدی)
۷۴۳ هفتصد و چهل و سومین سال هجری خورشیدی است.